# Kresnica, Šentilj
Kresnica je naselje v Občini Šentilj.